# Pleasant Dreams
Pleasant Dreams és un grup de música originari de la Plana Baixa de Castelló, fundat i liderat per Juanjo Clausell i Pere Mendo. El nom de la formació fa referència a un disc dels Ramones.
El grup gaudix d'una àmplia trajectòria, durant la qual han fet una gira per Alemanya, han actuat al FIB (2013) i també al festival Cinemascore, on posaren música en directe a la pel·lícula Shara, de Naomi Kawase.
La seua música té moltes connexions amb la terreta, ja siga pels sons mediterranis, les lletres costumbristes o per les adaptacions de cançons populars, com La panderola. Tenen un so propi en evolució constant, però caracteritzat per un estil pop-folk, amb un gran ventall de varietats.
En l'últim treball, Temps, la banda es presenta amb 5 membres. A l'àlbum, íntegrament en valencià, versionen la popular No en volem cap, així com posen música a un poema del lingüista borrianenc Josep Palomero. Encara que no és un disc conceptual, la idea del temps hi està present i amb totes les seues connotacions.

## Discografia
- Temps (Ànima Records, 2019)
- Hacia los bosques del sur (Green Ufos, 2012)
- La panderola, vinil de 7" (Green Ufos, 2008)
- Podría ser hoy (Green Ufos, 2008)